# Парк Буен-Ретіро
Парк Буен-Ретіро (ісп. Parque del Buen Retiro) — міський парк в центрі Мадрида, популярне місце недільного відпочинку мадридців і визначна пам'ятка міста. Один з найбільших парків іспанської столиці має площу 120 га. Спочатку примикав до палацу Філіпа IV і був місцем розваг, святкових балів і театральних вистав. Після смерті Філіпа IV парк запустів, а згодом сильно постраждав під час війни з Наполеоном. Палац Буен-Ретіро був знесений, в парку збереглися лише будівлі філії музею Прадо і Музей армії. Парк, відновлений при Фердинанді VII, прикрашає невелике озеро з пам'ятником королю Альфонсу XII. У 1887 році для міжнародних виставок на території парку були побудовані палаци — цегляний і кришталевий.
У 2021 році парк Буен-Ретіро став частиною об'єднаного об'єкта Всесвітньої спадщини ЮНЕСКО, до якого також входить Пасео-дель-Прадо.